# Leptodontium saxicola
Leptodontium saxicola är en bladmossart som beskrevs av C. Müller och Jean Édouard Gabriel Narcisse Paris 1900. Leptodontium saxicola ingår i släktet groddmossor, och familjen Pottiaceae. Inga underarter finns listade i Catalogue of Life.